# Drepanepteryx algida
Drepanepteryx algida – borealno-górski gatunek sieciarki z rodziny życiorkowatych (Hemerobiidae). Występuje w syberyjskiej części Azji oraz w Europie Środkowej, z wyjątkiem jej północnej części. Jego siedliskiem są iglaste lasy. Preferuje modrzewie. W Polsce stwierdzono jego obecność na kilku stanowiskach w południowej części kraju. Jest gatunkiem bardzo rzadkim, w przeciwieństwie do drugiego z występujących w Polsce przedstawicieli tego rodzaju, którym jest szeroko rozprzestrzeniony na obszarze kraju Drepanepteryx phalaenoides. Drepanepteryx algida ma brązowe, wyraźnie użyłkowane skrzydła o długości około 8–9 mm. Postacie dorosłe obserwowano w Polsce do października.
Do początków lat 90. XX wieku, poza wzmianką ze Śląska, brak było potwierdzonych danych o występowaniu tego gatunku w Polsce. W 1992 złapano kilka osobników w Karkonoskim Parku Narodowym. W kolejnych latach potwierdzono obserwacje ze Śląska i odkryto w Beskidzie Sądeckim i Górach Świętokrzyskich.